# Landstigningen vid Helsinge
Landstigningen vid Helsinge ägde rum mellan 26 och 28 september 1808 under Finska kriget mellan Sverige och Ryssland, och som var en del av striderna i Åbo skärgård. Gustav IV Adolf planerade en stor landstigning vid Åbo, med en armé på 8 000 man. På grund av svåra väderförhållanden tvingades överste Anders Fredrik Skjöldebrands styrka att återvända till Sverige. Den andra styrkan på 3 400 man under befäl av överstelöjtnant Gustaf Olof Lagerbring landsteg vid byn Helsinge i Tövsala, men fick efter tre dagars strider dra sig tillbaka till Sverige.